# Хоменкова, Нина Васильевна
Нина Васильевна Хоменкова (/Полякова-Знаменская/, 22 ноября 1912 — 23 апреля 2007) — советская гребчиха и тренер, чемпионка СССР по академической гребле, многократная чемпионка СССР по горнолыжному спорту, мастер спорта.

## Биография
В начале 1930-х годов стала чемпионкой СССР по академической гребле в составе команды «Московская восьмерка».
В 1930-х годах начала заниматься горными лыжами, стала одной из первых победительниц чемпионатов страны. В послевоенные годы неоднократно подтверждала свой титул.
Участница Великой Отечественной войны.
После окончания спортивной карьеры работала старшим преподавателем кафедры физвоспитания МВТУ им. Баумана и подготовила десятки мастеров спорта — горнолыжников.
Муж Нины Васильевны Леонид Сергеевич Хоменков — известный советский тренер по легкой атлетике, заслуженный тренер СССР, мастер спорта, вице-президент ИААФ.
По сообщению газеты «Спорт-Экспресс», Хоменкова была моделью для скульптуры «Девушка с веслом».